# Metro v Bilbau

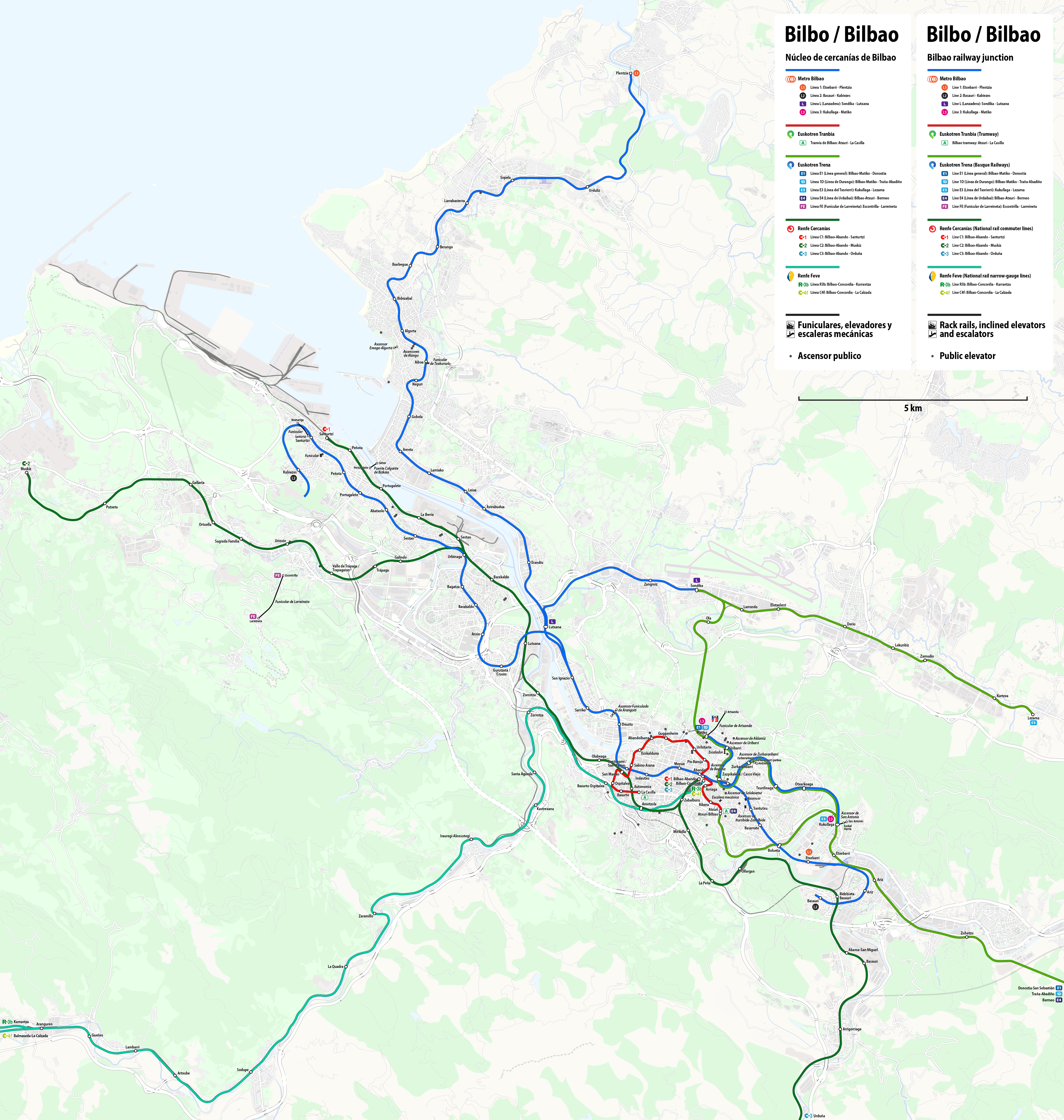

Metro Bilbao (španělsky: Metro de Bilbao, baskicky: Bilboko Metroa) je síť metra v Bilbau. Dvě hlavní linky (L1 a L2) tvoří písmeno „Y“.
V roce 2017 mělo metro délku 49,16 km s 48 stanicemi (z toho 31 podzemních a 17 povrchových). Po metrech v Madridu a Barceloně je třetím nejvyužívanějším metrem Španělska.
V únoru 2007 baskická vláda odsouhlasila projekt výstavby třetí linky, která by do budoucna měla vést až k letišti. Výstavba linky začala v červenci 2008. V lednu 2008 byly oznámeny plány na výstavu čtvrté a páté linky. Ve stejnou dobu požádala Baskická univerzita o výstavbu šesté linky, která by měla vést z Leioy, kde se univerzita nachází, k letišti.

## Linky
| Linka | Konečné stanice      | Délka    | Počet stanic |
| ----- | -------------------- | -------- | ------------ |
| L1    | Etxebarri – Plentzia | 28,83 km | 29           |
| L2    | Basauri – Kabiezes   | 22,98 km | 25           |
| L2    | Santurtzi – Mamariga | 0,5 km   | 2            |
| L3    | Matiko – Kukullaga   | 5,9 km   | 7            |

## Historie

### Raná historie

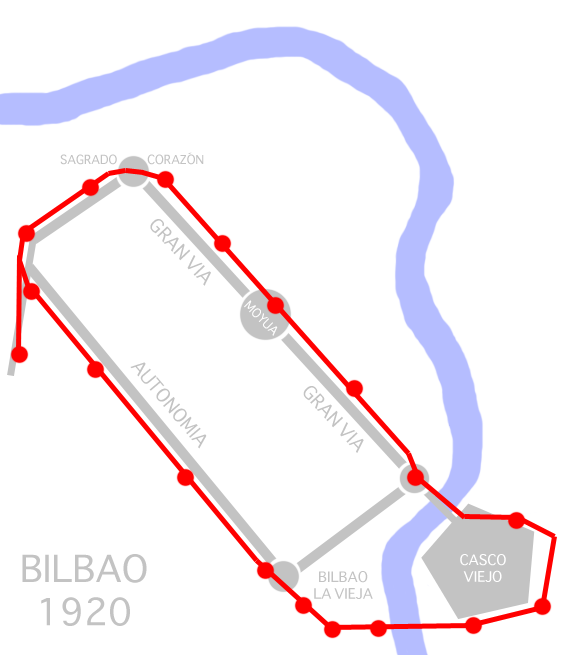
Plán z roku 1920

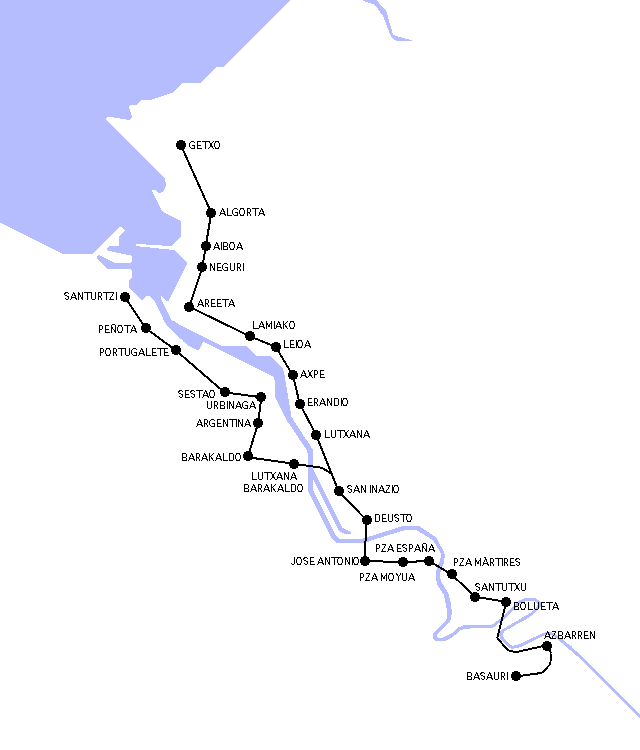
Projekt z roku 1985, skoro identický s finální verzí

Nápad o vybudování podzemní dráhy v Bilbau přišel už v roce 1920. Kvůli ekonomické krizi a občanské válce byl projekt definitivně zrušen.
V roce 1971 vláda vytvořila komisi, která měla vyhodnotit, co potřebuje doprava v Bilbau. V roce 1976 byl vytvořen Creditrans. V též roce byly vytvořeny 2 návrhy. O rok později byl vytvořen projekt na vybudování metra, nicméně proti tomu se vznesla spousta námitek a neshody mezi různými institucemi jej ukončily. V roce 1985 byly stavební plány změněny a byl vytvořen nový projekt. Nakonec v roce 1987 baskická vláda schválila plán vybudování a financování metra.

### Konstrukce
Systém metra byl považován za nejlepší způsob, jak zlepšit problémy s přetížením ve vyvíjejícím se a obnovujícím se městě. Smlouva o podzemním metru v Bilbau byla udělena architektům siru Normanovi Fosterovi a partnerům v roce 1988 po otevřené soutěži. Téhož roku byla v Erandiu otevřena první stanice metra na stávající železniční trati Bilbao–Plentzia. V roce 1989 začala výstavba v centru města, kde bylo hlavní náměstí Moyúa zavřeno pro chodce až do roku 1997. Výstavba byla obzvláště komplikovaná v sousedstvích částí Deusto a San Inazio, kde výkopové a krycí tunelové výkopy poškodily některé budovy, byly velmi hlučné a způsobily vážná narušení provozu. Tato metoda výkopu byla v kontrastu s tunelovými vyvrtávači používanými jinde ve městě.

## Linky a stanice

L1
L2
L3

### Linka 1
Etxebarri (~L2) • Bolueta (~L2) • Basarrate (~L2) • Santutxu (~L2) • Casco Viejo (~L2, L3) • Abando (~L2) • Moyua (~L2) • Indautxu (~L2) • San Mames (~L2) • Deusto (~L2) • Sarriko (~L2) • San Inazio (~L2) • Lutxana • Erandio • Astrabudua • Leioa • Lamiako • Areeta • Gobela • Neguri • Aiboa • Algorta • Bidezabal • Ibarbengoa-Getxo • Berango • Larrabasterra • Sopelana • Urduliz • Plentzia

### Linka 2
Basauri • Ariz • Etxebarri (~L1) • Bolueta (~L1) • Basarrate (~L1) • Santutxu (~L1) • Casco Viejo (~L1, L3) • Abando (~L1) • Moyua (~L1) • Indautxu (~L1) • San Mames (~L1) • Deusto (~L1) • Sarriko (~L1) • San Inazio (~L1) • Gurutzeta/Cruces • Ansio • Barakaldo • Bagatza • Urbinaga • Sestao • Abatxolo • Portugalete • Peñota • Santurtzi • Kabiezes
Santurtzi • Mamariga

### Linka 3
Kukullaga • Otxarkoaga • Txurdinaga • Zurbaranbarri • Casco Viejo (~L1, L2) • Uribarri • Matiko

## Zóny
- Zóna A.0  (Bilbao), mezi stanicemi Bolueta (L1, L2) a San Inazio (L1, L2).
- Zóna A.1  (Bilbao), mezi stanicemi Matiko (L3) a Otxarkoaga (L3).
- Zóna B.0  (Horní Nervion), mezi stanicemi Etxebarri (L1, L2) a Ariz (L1, L2).
- Zóna B.1  (Pravý břeh řeky), mezi stanicemi Lutxana (L1) a Berango (L1).
- Zóna B.2  (Levý břeh řeky), mezi stanicemi Gurutzeta/Cruces (L2) a Kabiezes (L2).
- Zóna B.3  (Horní Nervion), mezi stanicemi Kulullaga (L3) a San Antonio (L3).
- Zóna C  (Uribe Kosta), mezi stanicemi Larrabasterra (L1) a Plentzia (L1).

## Jízdné
- Příležitosná jízdenka: Jednosměrný lístek. 1 zóna: 1,40€; 2 zóny: 1,50€; 3 zóny: 1,60€
- Výletová jízdenka: Pro 2 jízdy (tam a zpět). 1 zóna: 2,80€; 2 zóny: 3€; 3 zóny: 3,20€
- Denní jízdenka: 4€
- Měsíční jízdenka: Třicetidenní jízdenka. Pro získání jízdenky je potřeba mít kartu „Carnet Joven“ (Karta pro mladistvé), „Carnet de Socio del Metro“ (Karta čestného člena na metro), nebo „Carnet Plus“ (Karta plus). 1 zóna: 29,40€; 2 zóny: 35€; 3 zóny: 40,70€
- Jízdenka pro mladistvé: Roční jízdenka. Pro získání jízdenky je potřeba mít kartu „Carnet Joven“ (Karta pro mladistvé) a maximálně 26 let věku. 1 zóna: 188€; 2 zóny: 221€; 3 zóny: 255€
- Super 50: Pro 50 výletů ve 30 dnech. Pro získání jízdenky je potřeba mít kartu „Carnet Joven“ (Karta pro mladistvé), „Carnet de Socio del Metro“ (Karta čestného člena na metro), nebo „Carnet Plus“ (Karta plus). 1 zóna: 24,50€; 2 zóny: 29€; 3 zóny: 32,50€
- Skupinová jízdenka: Pro 1 výlet pro minimálně 20 lidí. Různé

## Fotografie

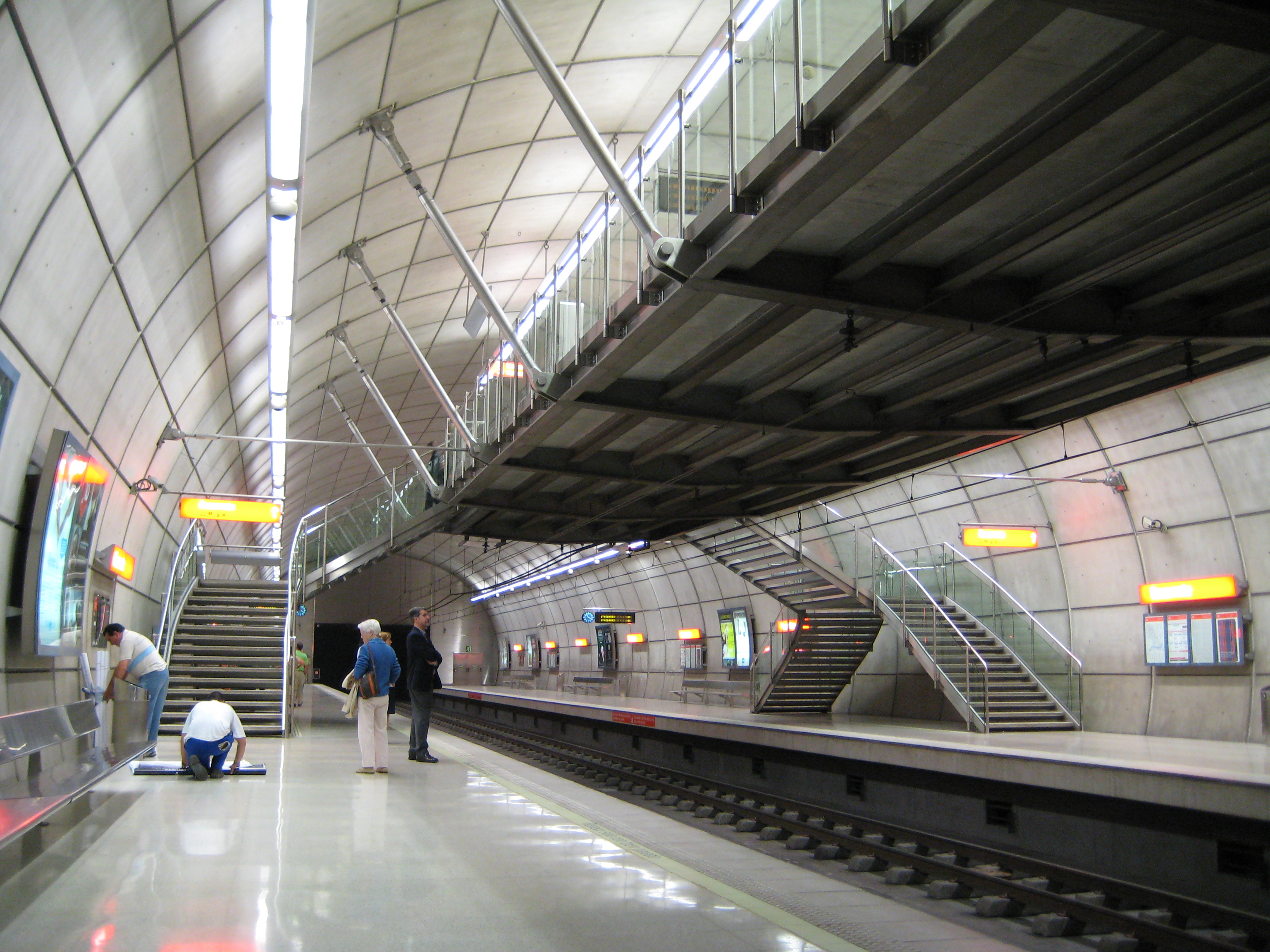
Stanice Bassarate (L1 a L2)
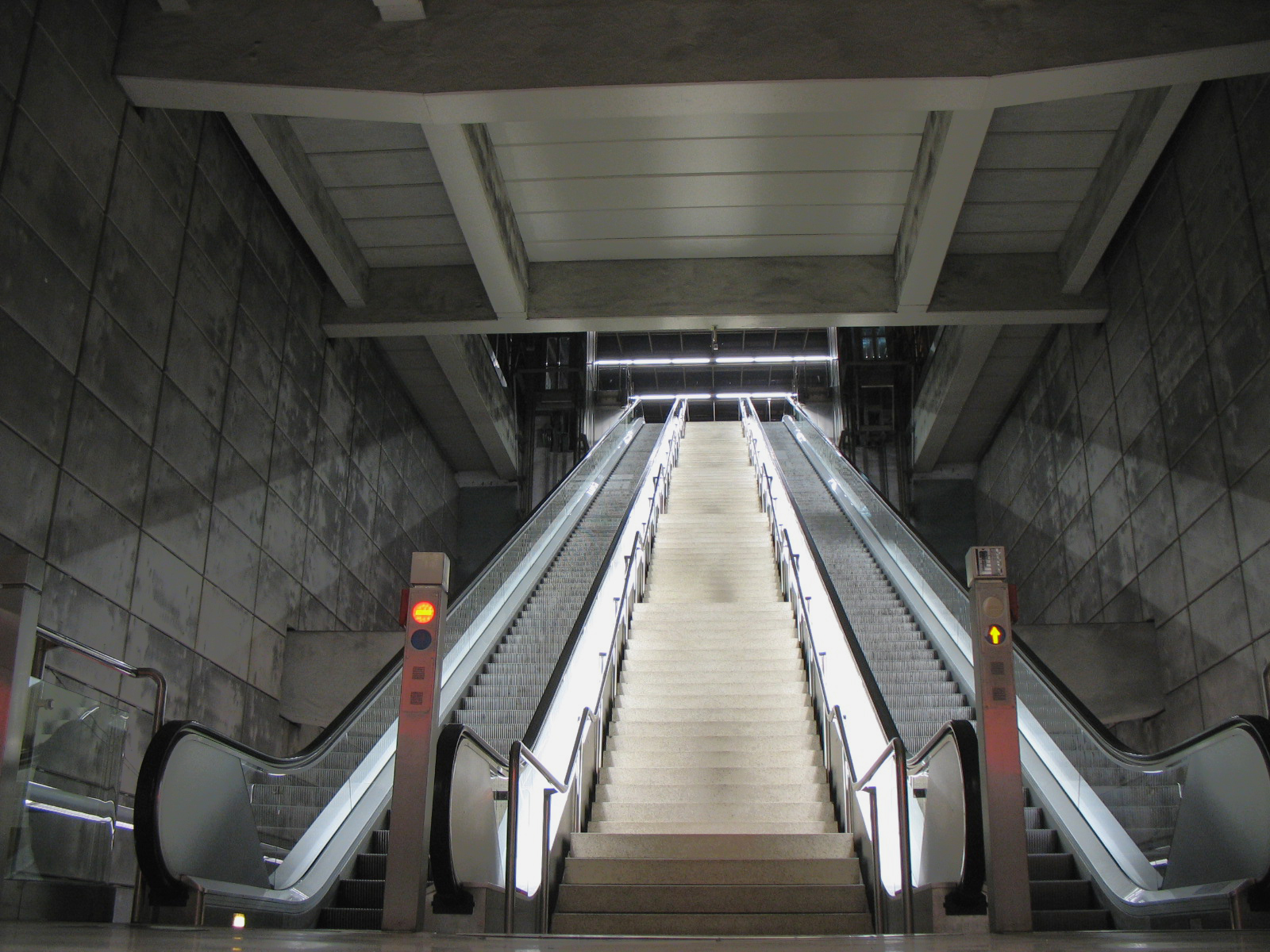
Stanice Sarriko (L1 a L2)
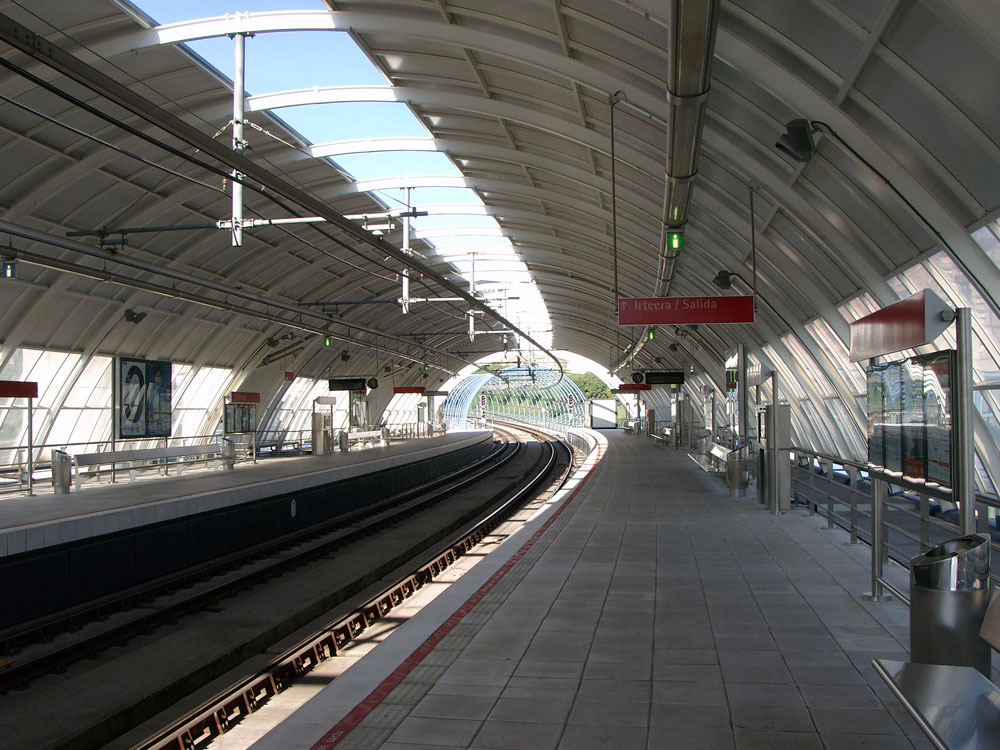
Stanice Urbinaga (L2)
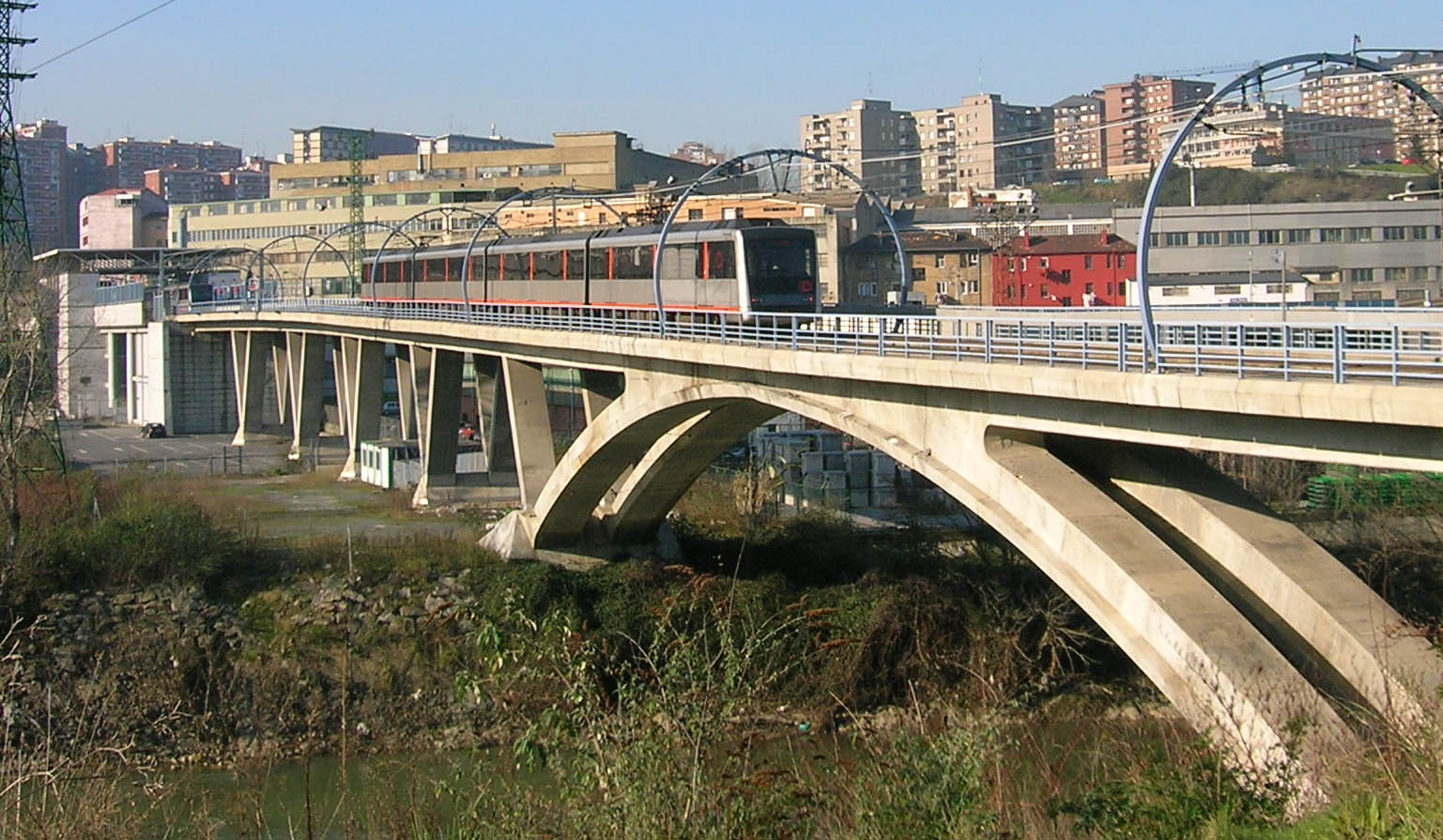
Stanice Bolueta (L1 a L2)